# Едіт Рузвельт
Едіт Керміт Каро Рузвельт (англ. Edith Kermit Carow Roosevelt, 6 серпня 1861, Нью-Йорк — 30 вересня 1948, Ойстер-Бей) — друга дружина Теодора Рузвельта і Перша леді США під час його президентства з 1901 до 1909 року.

## Біографія
Народилася в Норіджі, Коннектикут в сім'ї Чарльза Каро (1825—1883), купця, і Гертруди Елізабет Тайлер (1836—1895). Була онукою Деніела Тайлера, генерала Громадянської війни в США. У Нью-Йорку Едіт жила поруч з Рузвельтом і була подругою його молодшої сестри Корини. Вона добре знала Теодора.
Вона і її сестра Емілі Тайлер Карроу (1865—1939) виховувалися в оточенні комфорту і традицій. Її брат Керміт (лютий-серпень 1860) помер за рік до її народження.
У школі місіс Комсток, Едіт придбала належні штрихи для молодих леді того часу. Тиха дівчина, яка любила книги, була частим супутником Теодора Рузвельта під час літніх пікніків у Оустер Бей, Лонг-Айленд; але це закінчилося коли він вступив до Гарвардського коледжу. Хоча вона була присутня на його весіллі з Еліс Хетауей Лі в 1880 році, вони були в розлуці до 1885 року.

## Роман і весілля
Через рік після смерті своєї першої дружини Теодор Рузвельт зіткнувся з Едіт в будинку своєї сестри. Вони почали бачити один одного знову; 17 листопада 1885 рік він зробив їй пропозицію і вона погодилася. Однак, для пристойності, молодий вдівець почекав оголошувати про заручини.
Рузвельт, у 28-річному віці, одружився зі своєю другою дружиною, Едіт Карроу, якій було 25 років, 2 грудня 1886 року в церкві Святого Георгія в Лондоні, Англія. У день весілля, тихою церемонії з невеликою кількістю гостей, лондонський туман був настільки густий, що заповнив церкву. Хоча наречений був видний, але він надів помаранчеві рукавички. Його боярином був Сесіл Артур Спрінг-Райс, пізніше британський посол в США під час Першої світової війни.
Після туру по Європі протягом 15-тижневого медового місяця молодята оселилися в будинку Сагамор Хілл, в Оустер Бей. Місіс Рузвельт, захищала і ефективно керувала сімейним бюджетом. Протягом активної кар'єри Теодора Рузвельта сімейне життя залишалася міцною і повністю чудовою.

## Перша леді США
Після вбивства Мак-Кінлі місіс Рузвельт приступила до виконання своїх нових обов'язків як Перша леді з характерною гідністю. Вона охороняла особисте життя від підвищеного інтересу і намагалася тримати репортерів подалі від своєї сім'ї. У 1901 році вся велика родина Рузвельтів переїхала до Білого дому, саме там подружжя виховувало й навчало своїх шістьох дітей. І саме 1901 року назва «Білий дім» за наказом Рузвельтата стала використовуватися в офіційних документах.
Як Перша леді вона перетворила традиційні щотижневі дамби в музичні вечори, перебудувавши Білий дім за 475000 доларів в те, що президент Рузвельт назвав «простим і гідним житлом глави республіки». В адміністрації Теодора Рузвельта Білий дім був явно соціальним центром землі. Крім офіційних заходів, більш дрібними партіями збиралися чоловіки і жінки з різних верств суспільства. Три сімейні події висувалися на перший план: дебют її пасербиці Еліс Лі Рузвельт в 1902 році, весілля «Принцеси Еліс» з Ніколасом Лонгворт, і дебют в Етель. Проникливий помічник описав Першу леді як "завжди ввічливу, виховану господиню; щоб не відбувалося навколо неї завжди посміхається, але ніколи не критикує неосвічених і завжди терпима до мало нещирою політичного життя".

## Останні роки життя і смерть
Після смерті свого чоловіка в 1919 році вона з'їздила за кордон, але завжди поверталася в Сагамор Хілл як додому. Вона зберегла до кінця свого життя інтерес до Гільдії рукоділля, благодійної організації, що виготовляє одяг для бідних, і в роботі в Церкві Христа в Оустер Бей. Вона встановила друге місце проживання спадкоємців сім'ї Тайлер в Брукліні, Коннектикут. Місіс Рузвельт вийшла на пенсію в 1932 році і вимовила невелику промову від імені Герберта Гувера, таким чином провівши кампанію проти свого племінника Франкліна Делано Рузвельта. Вона ніколи не дбала про свою племінницю Елеонорі і не хотіла бачити як та стала Першою леді.
Вона померла в своєму будинку в Оустер Бей в Нью-Йорку 30 вересня 1948 року в віці 87 років і похована на меморіальному кладовищі Янг в Оустер Бей, Нью-Йорк.